# Gerhard Steenekamp

a Compétitions nationales et continentales officielles uniquement.

b Matchs officiels uniquement.
Dernière mise à jour le 11 août 2023.
Gerhard Steenekamp, né le 9 avril 1997 à Potchefstroom (Afrique du Sud), est un joueur international sud-africain de rugby à XV évoluant au poste de pilier. Il évolue avec la franchise des Bulls en United Rugby Championship, et la province des Blue Bulls en Currie Cup.

## Biographie

### Jeunesse et formation
Gerhard Steenekamp naît et grandit à Potchefstroom dans la province du Nord-Ouest, et il est scolarisé au Potchefstroom Gimnasium (en). Il pratique le rugby à XV avec l'équipe de l'établissement, jouant dans un premier temps au poste de troisième ligne centre, et il est le capitaine de son équipe scolaire en 2015,. Parallèlement, il représente les équipes jeunes de la province locale des Leopards,.
Après avoir terminé sa scolarité, il est recruté par l'Academy (centre de formation) de la province des Blue Bulls. C'est avec cette équipe qu'il entame un changement de poste, passant de celui de troisième ligne à celui de pilier gauche. Il joue avec l'équipe des moins de 19 ans de la province en 2016, avant de représenter celle des moins de 21 ans en 2017 et 2018,. Il joue également en Varsity Cup (en) (championnat universitaire sud-africain) avec les UP Tuks (club de l'université de Pretoria).
Il joue avec l'équipe d'Afrique du Sud des moins de 20 ans dans le cadre du championnat du monde junior 2017. Il dispute cinq matchs lors de la compétition, et voit son équipe terminer à la troisième place,.
Gerhard Steenekamp signe son premier contrat professionnel avec sa province en 2017. Entre 2017 et 2019, il a l'occasion de s'entraîner avec l'équipe professionnelle des Bulls, qui évolue en Super Rugby, mais ne joue aucun match officiel,.

### Carrière professionnelle avec les Bulls (depuis 2020)
Gerhard Steenekamp joue son premier match professionnel avec les Bulls le 8 février 2020 face aux Stormers, dans le cadre de la saison 2020 de Super Rugby,. Doublure du Springbok Lizo Gqoboka au sein de l'équipe entraînée par Jake White, il joue cinq matchs comme remplaçant, avant que la saison ne soit interrompue par la pandémie de Covid-19 au mois de mars,. Convaincant lors de ses apparitions, il signe une prolongation de contrat avec les Bulls en mai 2020, portant son engagement jusqu'en 2023. À la reprise des compétitions, il dispute quatre matchs du Super Rugby Unlocked (en) à l'automne 2020, compétition qui est remportée par sa franchise.
Plus tard en 2020, il joue ses premières rencontres de Currie Cup avec les Blue Bulls, mais ne dispute pas la finale de la compétition qui est remportée par son équipe. 
En 2021, il se fait remarquer par ses qualités dans le secteur de la mêlée, ainsi que dans le jeu courant, et devient le titulaire régulier au poste de pilier gauche avec ses équipes. Avec ce nouveau statut, il dispute la Pro14 Rainbow Cup avec les Bulls, puis remporte une nouvelle fois la Currie Cup,.
En 2021-2022, Steenekamp dispute avec les Bulls leur première saison de United Rugby Championship, et prend une part important au bon parcours de son équipe dans la compétition, qui termine à une place de finaliste,,. En septembre 2022, il prolonge son contrat avec les Bulls jusqu'en 2026. 
En juillet 2023, il est sélectionné pour la première fois avec les Springboks par le sélectionneur Jacques Nienaber, et doit compenser la blessure de Ox Nché dans le cadre du Rugby Championship,. S'il n'est pas utilisé lors de la compétition, il obtient sa première sélection face à l'Argentine le 5 août 2023 à Buenos Aires, à l'occasion d'un match de préparation pour la Coupe du monde 2023,. Toujours en août 2023, il n'est pas retenu dans le groupe de 33 joueurs sélectionné pour disputer le mondial en France, notamment à la suite du retour de blessure de Nché, mais fait tout de même partie des neuf joueurs considérés comme « réservistes »,.

## Palmarès

### En club
- Vainqueur du Super Rugby Unlocked (en) en 2020 avec les Bulls.
- Vainqueur de la Currie Cup en 2020-2021 et 2021 avec les Blue Bulls.
- Finaliste de l'United Rugby Championship en 2022 avec les Bulls.

## Statistiques
Au 24 novembre 2024, Gerhard Steenekamp compte 11 cape et 1 essai en équipe d'Afrique du Sud, dont aucune en tant que titulaire, depuis le 5 août 2023 contre l'équipe d'Argentine à Buenos Aires.